# Marcel Rogemont
 (juillet 2021).
Si vous disposez d'ouvrages ou d'articles de référence ou si vous connaissez des sites web de qualité traitant du thème abordé ici, merci de compléter l'article en donnant les références utiles à sa vérifiabilité et en les liant à la section « Notes et références ».
Marcel Rogemont, né le 3 janvier 1948 à Coye-la-Forêt (Oise), est un homme politique français. Membre du Parti socialiste, il est député d'Ille-et-Vilaine de 1997 à 2002 puis 2007 à 2017.

## Biographie

### Enfance
Marcel Rogement nait le 3 janvier 1948 dans l'Oise, d'un père employé de banque et militant à la CGT et d'un mère à la maison. Il grandit dans une famille modeste, de confession catholique et commence à militer dans la Jeunesse étudiante chrétienne à ses 17 ans. En 1968, après avoir obtenu son baccalauréat au lycée Henri-IV, il déménage pour effectuer des études de gestion à la faculté de sciences économiques de Rennes,.

### Débuts en politique
Après avoir pris sa carte au Parti socialiste en 1974, Marcel Rogemont est un des jeunes socialistes de la liste d'Edmond Hervé ayant remporté la mairie de Rennes en 1977, après plusieurs décennies de gouvernance à droite. Élu au conseil municipal de 1977 à 2001, Rogement est adjoint de 1977 à 1997 sans discontinuer, successivement chargé du personnel, des finances et de la culture.

### Député d'Ille-et-Vilaine
Élu député en 1997 à la suite de la dissolution de l'Assemblée nationale, il abandonne son poste d'adjoint au maire de la ville de Rennes. Il siège comme député de la 3e circonscription d'Ille-et-Vilaine au sein de la majorité, sous le Gouvernement de Lionel Jospin. Il intègre alors la commission des affaires culturelles, familiales et sociales.
Un an après les élections législatives, il est candidat aux cantonales sur le canton de Rennes Centre-Ouest, qu'il remporte. 
Candidat à sa succession en 2002, il est battu aux élections égislatives par Philippe Rouault, alors maire de Pacé, en pleine « vague bleue » qui profite à la droite. La défaite n'est que d'une courte tête, à 49,21 % des voix. 
Membre du Parti socialiste jusqu’au 22 mai 2007, il a été exclu à la suite de sa candidature dissidente face à Laurence Duffaud, conseillère municipale de Rennes depuis 1995 (chargée de la Jeunesse et de la Citoyenneté), investie officiellement par le PS. Ne disposant alors pas du soutien officiel du Parti Socialiste, il arrive cependant deuxième lors du premier tour, avec 24,87 % des suffrages, devant la candidate officielle à 12,57 %. Au second tour, il est élu avec 52,75 % des voix, retrouvant ainsi son siège de député face à un candidat UMP, l'élection ayant pourtant lieu peu de temps après la victoire de Nicolas Sarkozy aux présidentielles.
Il retrouve alors la commission des affaires culturelles et de l'éducation, dont il est vice-président. Il occupe également la fonction de président du groupe d'étude sur le cinéma et la production audiovisuelle ; et vice-président des groupes d'études sur le logement, et sur la presse[source insuffisante].  
Réintégré au Parti socialiste à l'occasion du Congrès de Reims en novembre 2008, il rejoint le groupe Socialiste, radical, citoyen et divers gauche de l'Assemblée nationale le 24 septembre 2009.
Il est largement réélu aux élections cantonales de 2004 avec 62,13 % des voix, puis en 2011 avec 64,18 %,. 
Le 12 décembre 2011, lors de la convention nationale du Parti socialiste, il est investi dans la nouvelle huitième circonscription d'Ille-et-Vilaine pour les élections législatives de 2012, créée à cette occasion. Cette investiture intervient après une primaire interne où il a battu Jean-Michel Boucheron, député sortant de la première circonscription d'Ille-et-Vilaine et qui briguait un huitième mandat législatif. Lors du vote de la primaire interne il bat Jean-Michel Boucheron en emportant 87% des voix des militants.
Le 17 juin 2012, il est largement réélu député en battant Bruno Chavanat (DVD – divers droite, conseiller municipal d'opposition de Rennes) en obtenant 66,11 % des voix au second tour. Il siège de nouveau à la commission des affaires culturelles.
Il détient la coprésidence du groupe d'étude sur le cinéma et la production audiovisuelle et la vice-présidence des groupes suivants : coordination des droits européens ; internet et société numérique ; patrimoine ; presse. Marcel Rogemont est, par ailleurs, membre du Conseil d’administration du Centre national du cinéma[source insuffisante].
En juillet 2013, il est nommé rapporteur du projet de loi relatif à l'indépendance de l'audiovisuel public[source insuffisante]. Ce texte répond à l’engagement no 51 de François Hollande. Il entame une profonde réforme du CSA et modifie le mode de nomination des dirigeants de l'audiovisuel public français vers plus de transparence et d’indépendance.
En mars 2015, il est élu conseiller départemental du canton de Rennes-5 en tandem avec Gaëlle Andro.
En 2016, il est désigné par le président de l'Assemblée nationale, Claude Bartolone, pour être membre du collège de l'HADOPI (Haute autorité pour la diffusion des œuvres et la protection des droits sur internet).
Il décide de ne pas briguer un nouveau mandat de député en 2017.

### Offices des HLM
En 2004, Marcel Rogemont devient Président de Néotoa, office des HLM du conseil général d'Ille-et-Vilaine jusqu'en 2021. En décembre 2018, il est élu président de la Fédération Nationale des Offices d'HLM. Il quitte la présidence de Néotoa en septembre 2021,.

## Mandats
Député
- 01/06/1997 - 18/06/2002 : député de la 3e circonscription d'Ille-et-Vilaine
- 20/06/2007 - 19/06/2012 : député de la 3e circonscription d'Ille-et-Vilaine
- 20/06/2012 - 20/06/2017 : député de la 8e circonscription d'Ille-et-Vilaine

Conseiller régional
- 23/03/1992 - 15/03/1998 : conseiller régional de Bretagne

Conseiller général
- 23/03/1998 - 27/03/2004 : conseiller général d'Ille-et-Vilaine (élu dans le canton de Rennes-Centre-Ouest)
- 28/03/2004 - 27/03/2011 : conseiller général d'Ille-et-Vilaine
- 27/03/2011 - 29/03/2015 : conseiller général d'Ille-et-Vilaine

Conseiller départemental
- 02/04/2015 - 27/06/2021 : conseiller départemental d'Ille-et-Vilaine (élu dans le canton de Rennes-5)

Conseiller municipal / Maire
- 13/03/1977 - 12/03/1983 : adjoint au maire de Rennes (Ille-et-Vilaine)
- 12/03/1983 - 12/03/1989 : adjoint au maire de Rennes
- 12/03/1989 - 11/06/1995 : adjoint au maire de Rennes
- 18/06/1995 - 06/06/1997 : adjoint au maire de Rennes
- 06/06/1997 - 18/03/2001 : conseiller municipal de Rennes

Mandats intercommunaux
- 01/01/1995 - 01/01/1997 : vice-président de la communauté d'agglomération de Rennes Métropole

## Distinctions
- 2022 :  Chevalier de la Légion d'honneur[11]